# Pflanzenbauwissenschaften (Fachzeitschrift)
Die Zeitschrift Pflanzenbauwissenschaften (German Journal of Agronomy) war ein Fachjournal für landwirtschaftlichen Pflanzenbau und zugleich Mitgliedszeitschrift der Gesellschaft für Pflanzenbauwissenschaften. Sie erschien von 1996 (Jg. 1) bis 2009 (Jg. 13) im Eugen Ulmer Verlag, Stuttgart, anfangs in vier, ab 1999 in zwei Einzelheften pro Jahr.
Dieses Fachjournal diente der Dokumentation von wissenschaftlichen Ergebnissen in Form von Original- und Übersichtsarbeiten. Bevorzugt veröffentlicht wurden Beiträge zu angewandt orientierten Fragestellungen mit regionalem Bezug im mitteleuropäischen Agrarraum. Veröffentlichungssprache war überwiegend Deutsch.
Aus wissenschaftsstrukturellen und finanziellen Gründen musste die Zeitschrift 2010 ihre Eigenständigkeit aufgeben. Seitdem ist sie in das vom Bundesforschungsinstitut für Kulturpflanzen (Julius Kühn-Institut) herausgegebene Journal für Kulturpflanzen integriert.